# Клюз (суднобудування)

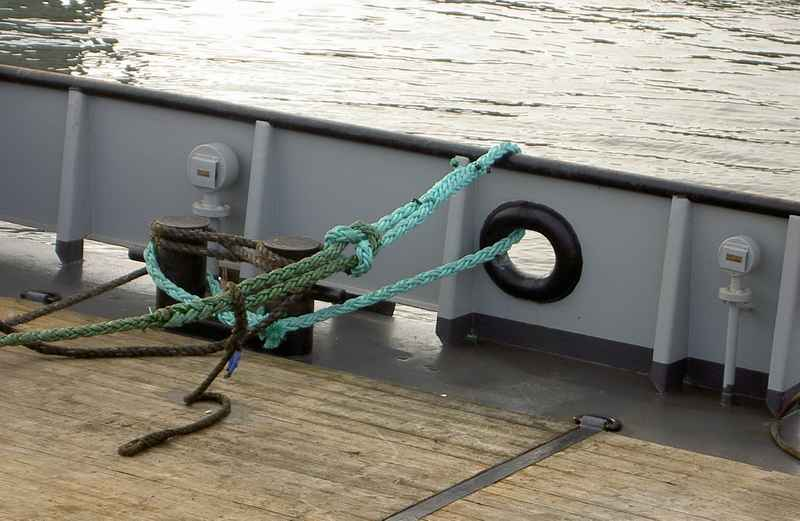
Швартовний клюз у фальшборті

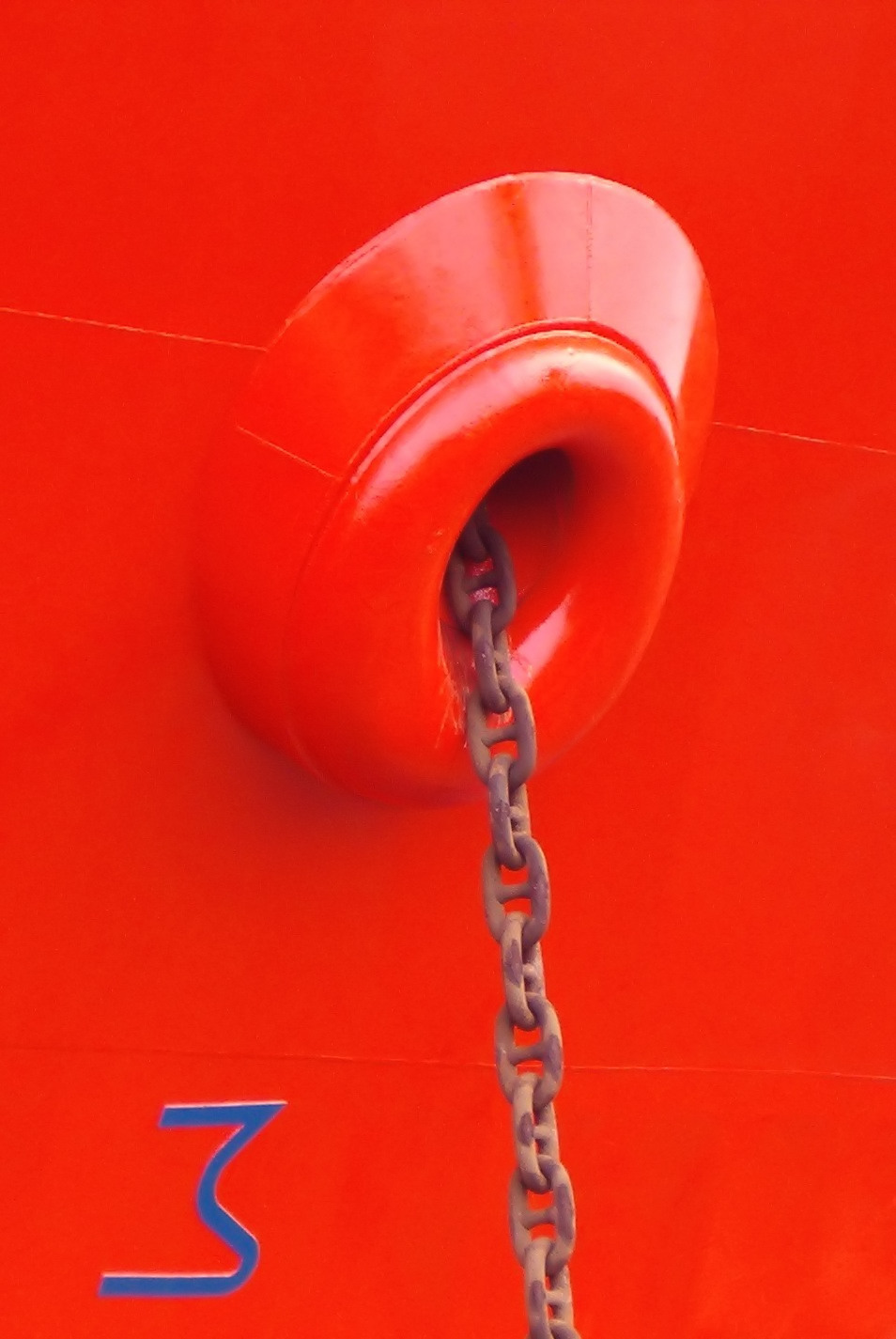
Простий якірний клюз

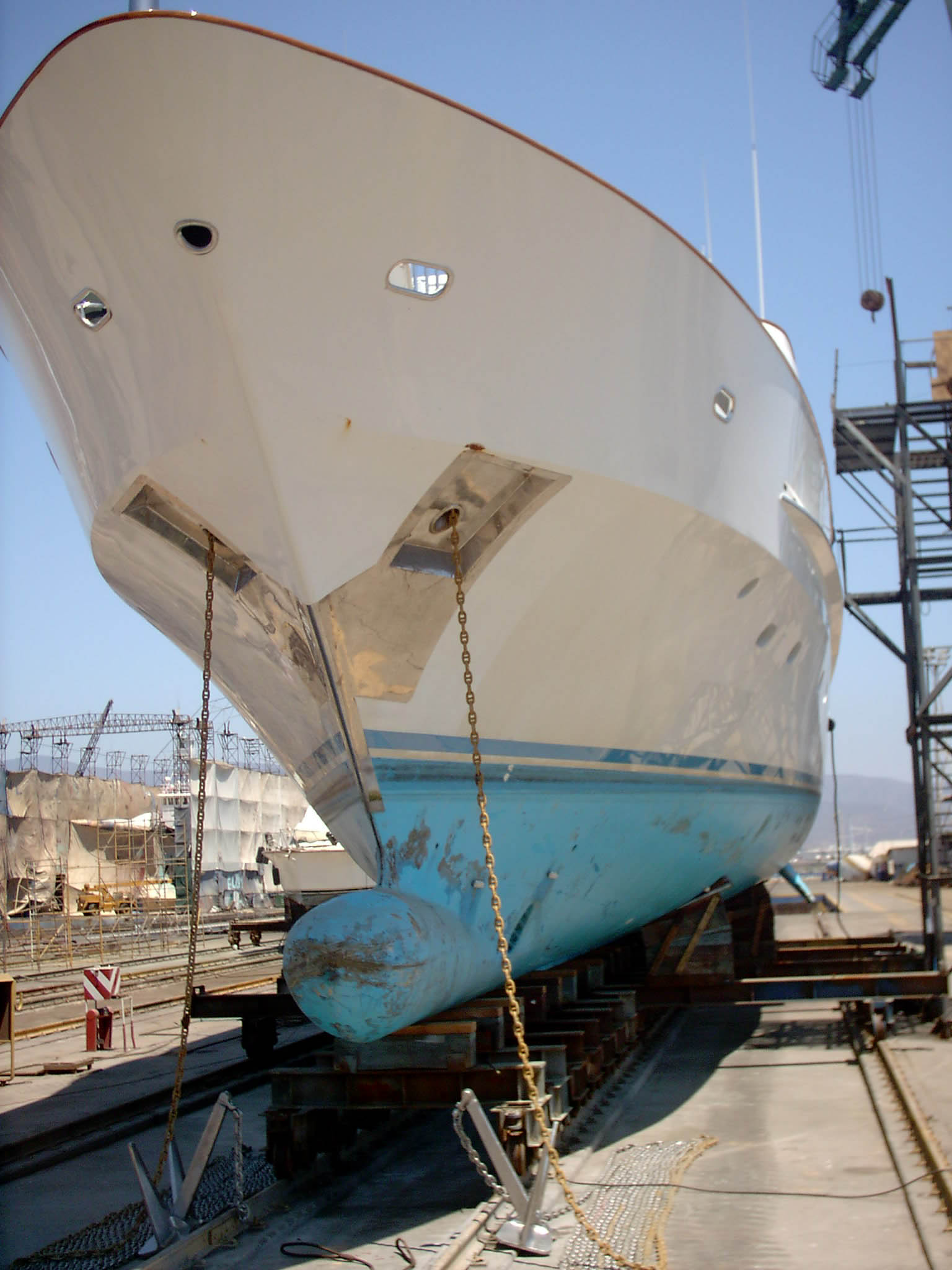
Втоплений якірний клюз

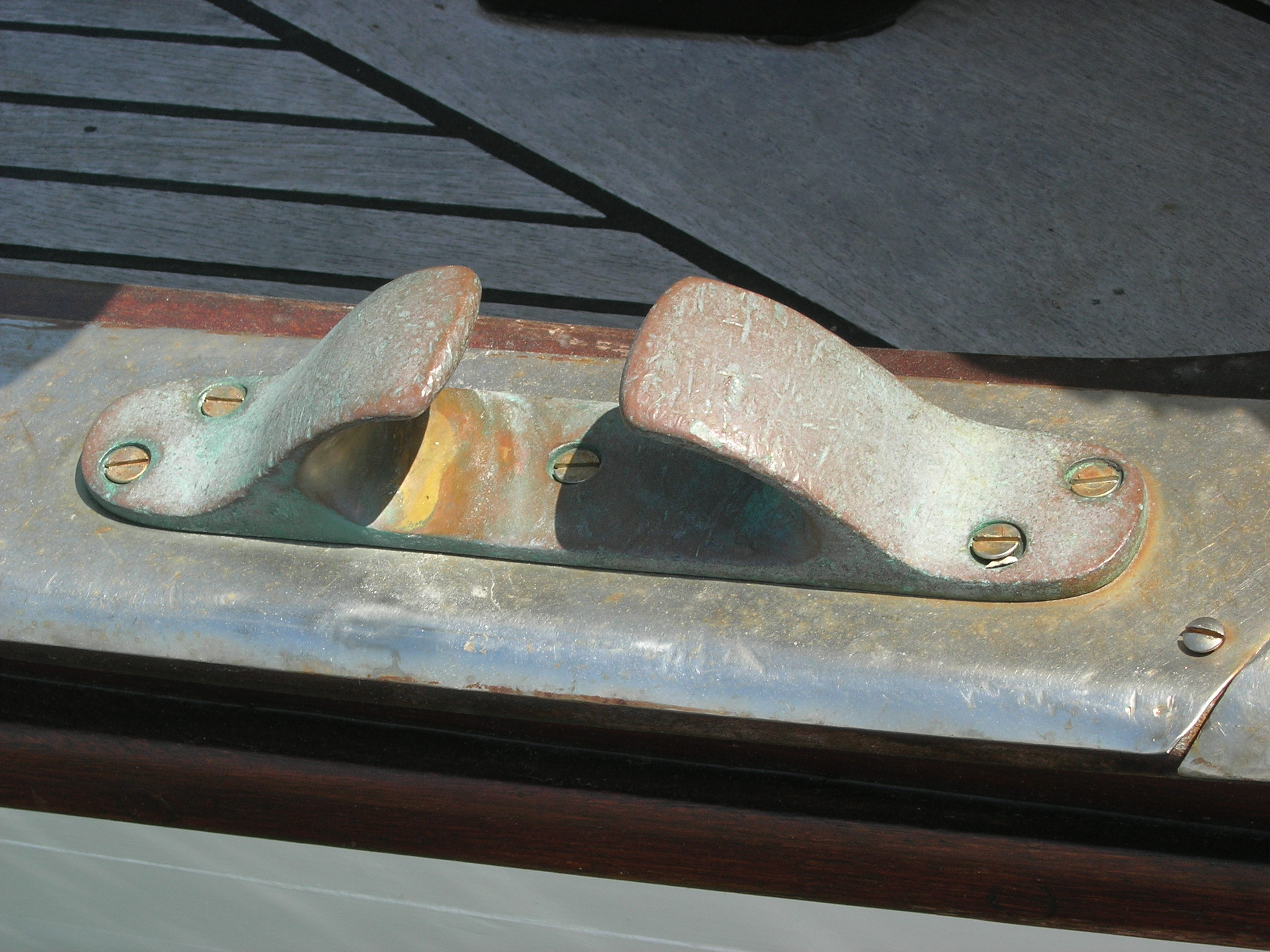
Півклюз (кіпова планка)

Клюз (від нід. kluis) — у конструкції судна круглий, овальний або прямокутний отвір в фальшборті, палубі або борті, окантований литою рамою або металевим прутком, що служить для пропускання і зменшення перетирання якірного ланцюга, швартовних кінців чи буксирного каната.
На вітрильних суднах клюзом називали наскрізні подовгасті або круглі отвори, що служили для проведення канатів або якірних ланцюгів. Їх просвердлювали в гаспісах (від англ. hawse-pieces — «клюзовини») — елементах носового набору судна, розміщених між недгедсами і носовими філін-тимберсами. За призначенням і місцем розташування клюзи називалися: в носі — канатними, посередині судна — буксирними, в кормі — кормовими або шпринговими.

## Типи клюзів

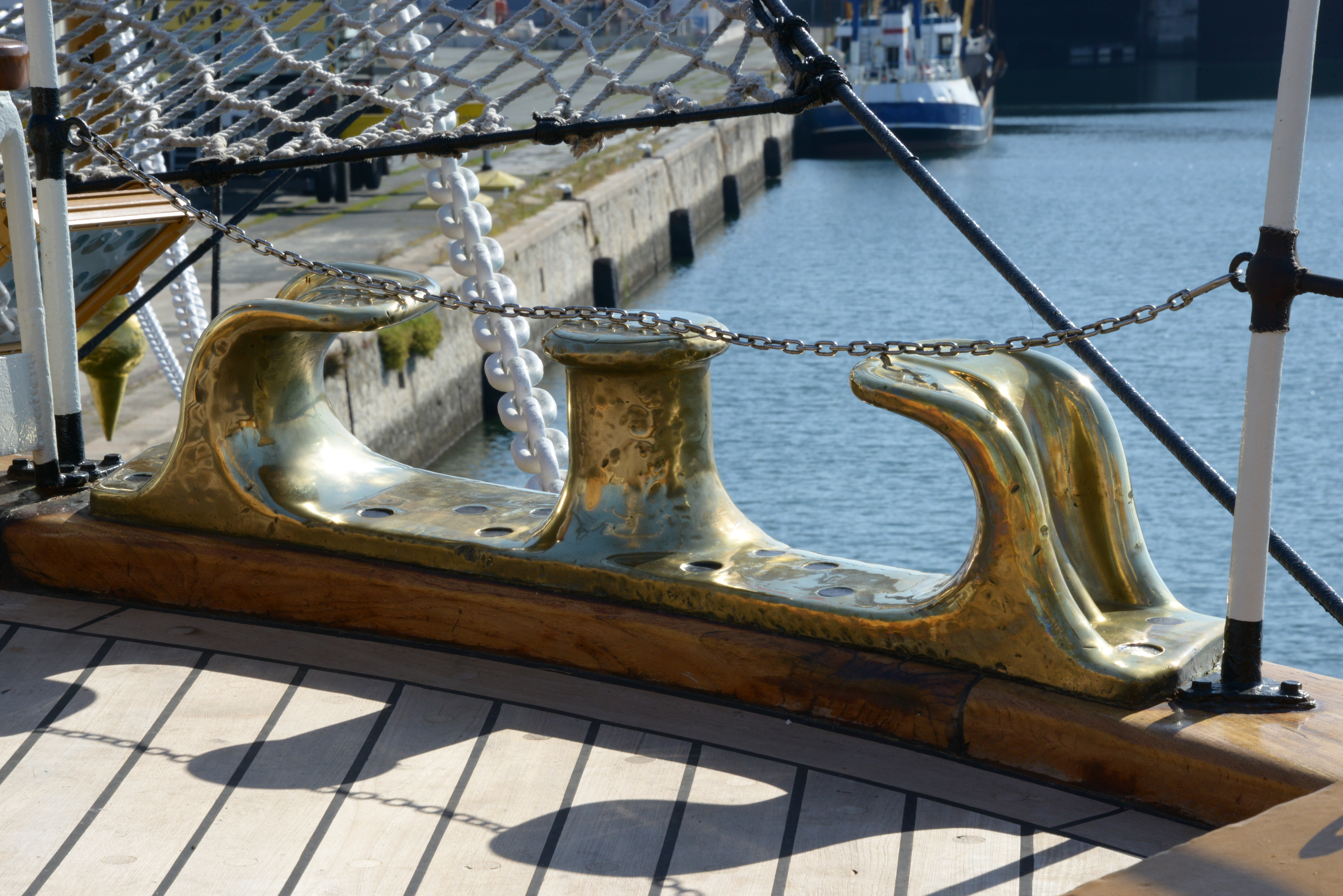
Півклюз вітрильника «Амеріго Веспуччі»

Швартовний клюз (англ. mooring pipe) — пристосування, призначене для пропускання швартовного каната й обмеження його переміщення в горизонтальній та вертикальній площинах. Входить до складу швартовного пристрою. Різновиди швартових клюзів:
- швартовний клюз з рогами — швартовний клюз, який має два роги, призначені для закріплювання на них швартовних канатів чи підвішування кранців
- поворотний швартовий клюз — швартовний клюз, оснащений напрямними роульсами у циліндричній обоймі, яка автоматично встановлюється в напрямку швартовного каната
- швартовний клюз з роульсами — швартовний клюз з розташованими по його периметру вертикальними та горизонтальними роульсами, які зменшують тертя швартовного каната

Якірний клюз (англ. hawse hole) — елемент корпусу судна, призначений для пропускання якірного ланцюга й входження в нього якоря. Входить до складу якірного пристрою. При використанні безштокових якорів якірний клюз є місцем розміщення і кріплення якоря. Якірні клюзи поділяються на прості, втоплені і клюз-скоби.
- простий якірний клюз — сталева клепана або зварна похила труба, на кінцях якої знаходяться з боку борта литий бортовий клюз, з боку палуби палубний клюз;
- втоплений якірний клюз застосовуються для зменшення бризкоутворення на хвилях. Якір забирається в спеціальну заглибину — нішу, зроблену за формою головної частини якоря. Якір, втягнутий в такий клюз, не виступає за площину бортової зовнішньої обшивки, що виключає пошкодження клюза при швартових операціях, буксируванні чи русі в льодах;
- клюз-скоба — спеціальне пристосування замість якірного клюза, виконується у вигляді скоби, встановленої на лінії перетину верхньої палуби та борту і складається з палубного та бортового фланців і жолоба. Якірний ланцюг проходить в клюз-скобу так само, як і у звичайний клюз.

Палубний клюз, ланцюговий клюз (англ. chain pipe) — елемент корпусу судна, розташований в палубі й призначений для пропускання якірного ланцюга в ланцюговий ящик, має вигляд труби з розтрубами вгорі і внизу для вільного руху ланцюга. Отвори палубних клюзів закриваються спеціальною металевою кришкою, яка називається клюзовою кришкою.
Траловий клюз — сталева або чавунна конструкція, що закріплена на верхній палубі кормового зрізу і служить для пропускання і спрямування за кормовий зріз тралових частин буксирів про встановлення чи прибиранні тралу.
Півклюз, полуклюз — виріз у фальшборті, посилений вставною рамою і призначений для пропускання буксирів або швартовів. На відміну від клюза, відкритий зверху (може закриватися планкою). Часто має вигляд планки на планширі, із загнутими один до одного ріжками (вона називається кіповою планкою).

## Галерея

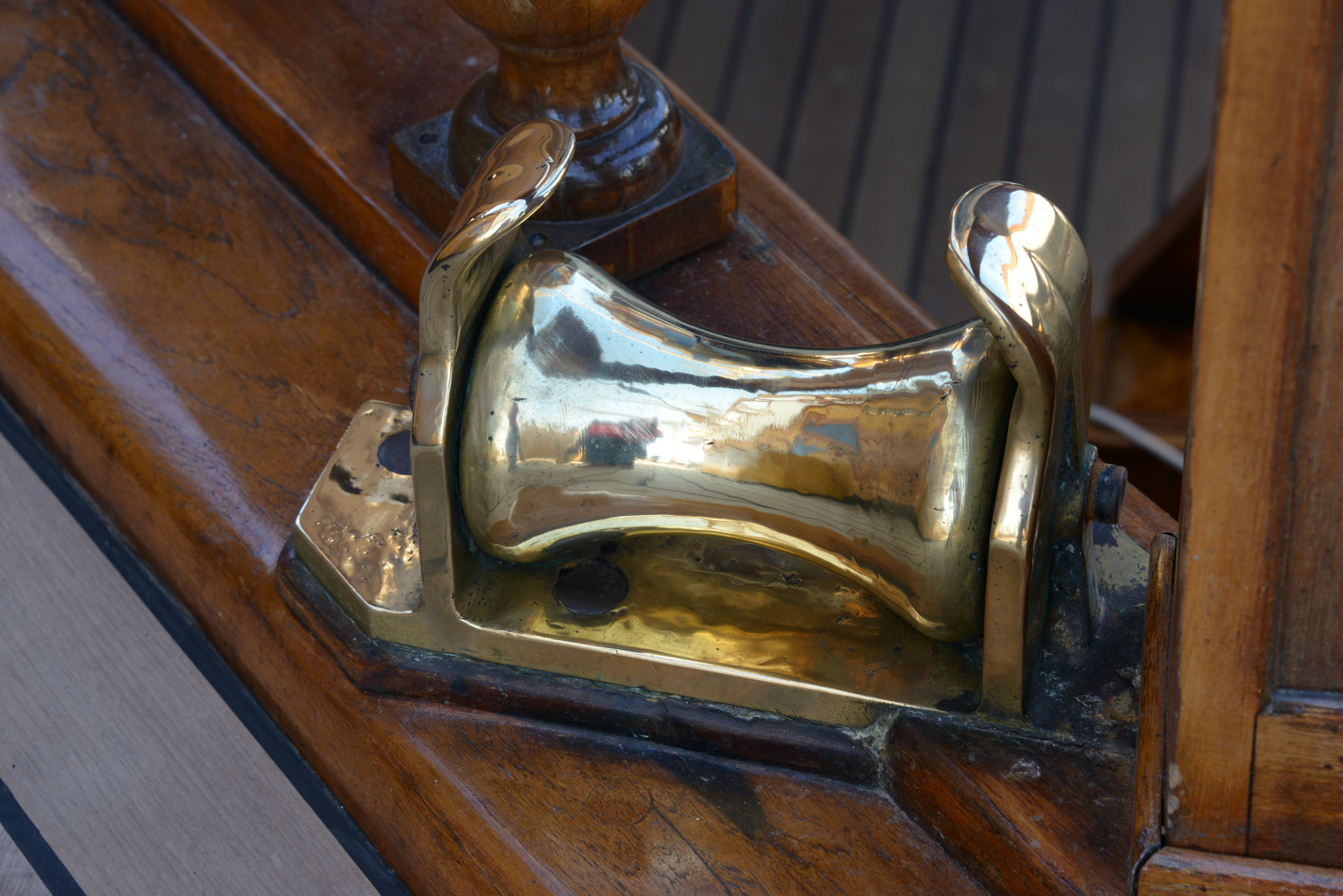
Кіпова планка з роульсом
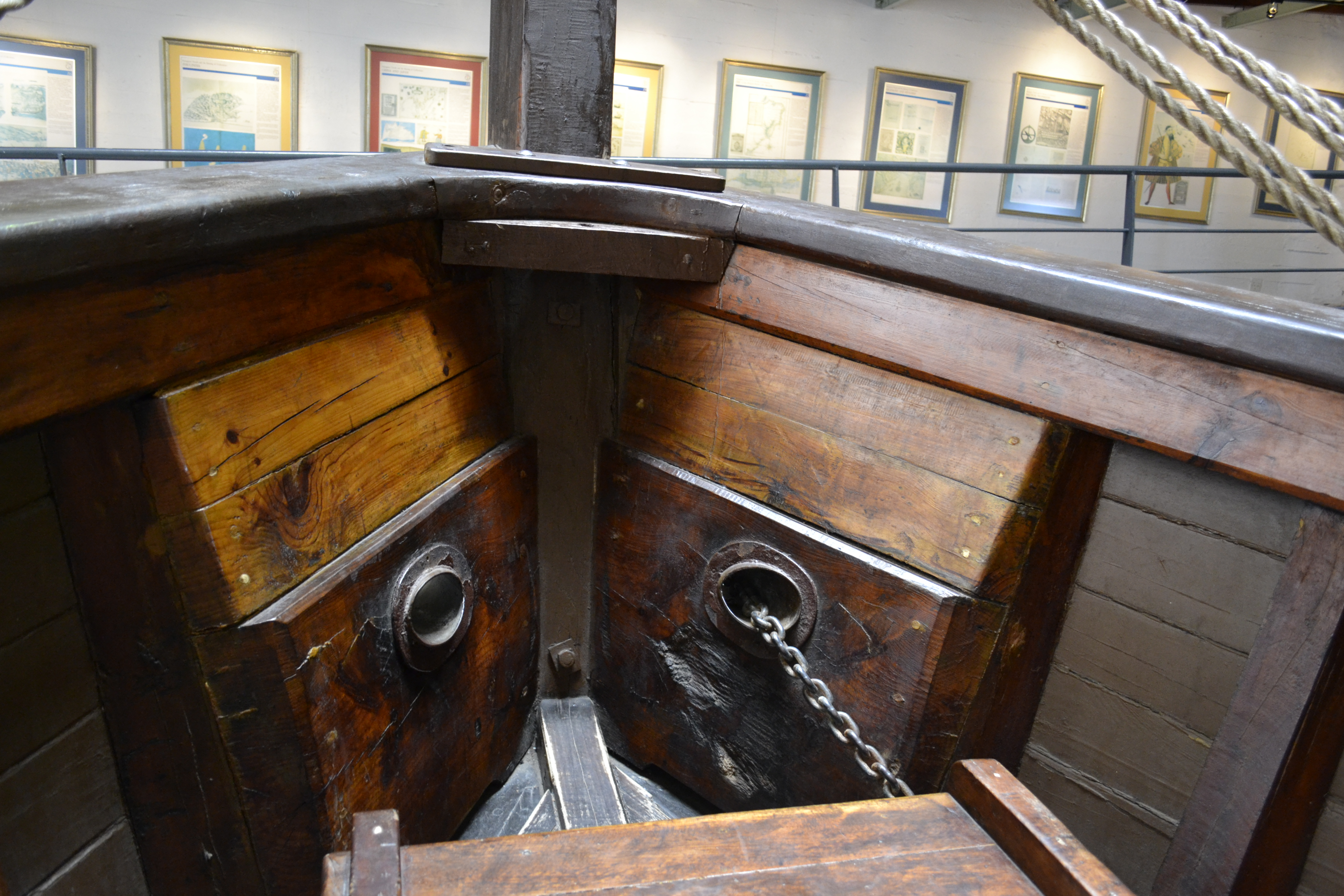
Клюзи корабля Bartolomeu Dias